# I racconti dell'Ohio
Winesburg, Ohio (titolo orig. completo Winesburg, Ohio: A Group of Tales of Ohio Small-Town Life) è una raccolta di racconti dello scrittore americano Sherwood Anderson, pubblicata nel 1919. L'opera è strutturata attorno alla vita del protagonista George Willard, giovane giornalista che si interessa delle vite solitarie degli abitanti del villaggio, dall'infanzia alla sua crescente indipendenza e al definitivo abbandono di Winesburg da giovane adulto. È ambientata nella città immaginaria di Winesburg, Ohio (da non confondere con la vera Winesburg, Ohio), sul finire del XIX secolo, liberamente ispirata ai ricordi d'infanzia di Anderson a Clyde, Ohio.
I racconti, scritti principalmente tra la fine del 1915 e l'inizio del 1916, dei quali 10 apparsi su tre riviste letterarie americane in forma leggermente diversa fra il 1916 e il 1918, e con taluni completati in prossimità della pubblicazione, furono «...concepiti come parti complementari di un insieme, incentrati sullo sfondo di una singola comunità». Il libro è composto da ventidue racconti, il primo dei quali, "Il libro del grottesco", funge da introduzione. Ciascuno dei racconti racconta la lotta passata e presente di un personaggio specifico per superare la solitudine e l'isolamento che sembrano permeare la città. Stilisticamente, per l'enfasi data alle intuizioni psicologiche dei personaggi rispetto alla trama e per la prosa schietta, Winesburg, Ohio è nota come una delle prime opere della letteratura modernista.
Il libro fu accolto positivamente dalla critica, nonostante alcune riserve sul suo tono morale e sulla narrazione non convenzionale. Sebbene la sua reputazione sia scemata negli anni '30, da allora si è ripresa ed è oggi considerato uno dei ritratti più influenti della vita nelle piccole città preindustriali degli Stati Uniti.
Per l'assonanza di alcuni temi, alcuni accademici hanno veduto in Winesburg, Ohio una sorta di Antologia di Spoon River in prosa.

## I racconti
La raccolta conta 22 racconti, uno dei quali consta di quattro parti.
- The Book of the Grotesque
- Hands - concerning Wing Biddlebaum
- Paper Pills - concerning Doctor Reefy
- Mother - concerning Elizabeth Willard
- The Philosopher - concerning Doctor Parcival
- Nobody Knows - concerning Louise Trunnion
- Godliness
  - Parts I and II - concerning Jesse Bentley
  - Surrender (Part III) - concerning Louise Bentley
  - Terror (Part IV) - concerning David Hardy
- A Man of Ideas - concerning Joe Welling
- Adventure - concerning Alice Hindman
- Respectability - concerning Wash Williams
- The Thinker - concerning Seth Richmond
- Tandy - concerning Tandy Hard
- The Strength of God - concerning The Reverend Curtis Hartman
- The Teacher - concerning Kate Swift
- Loneliness - concerning Enoch Robinson
- An Awakening - concerning Belle Carpenter
- “Queer” - concerning Elmer Cowley
- The Untold Lie - concerning Ray Pearson
- Drink - concerning Tom Foster
- Death - concerning Doctor Reefy and Elizabeth Willard
- Sophistication - concerning Helen White
- Departure - concerning George Willard

## Edizioni italiane
- Solitudine, trad. e prefazione Ada Prospero, Torino, Slavia, 1931; col titolo Winesburg, Ohio, Introduzione di Vincenzo Mantovani, Collana Oscar Narrativa n.1111, Milano, Mondadori, 1991, ISBN 88-04-34255-2.
- Piccola città nell'Ohio, trad. di Orsola Nemi, Roma, Polin, 1946.
- Racconti dell'Ohio, trad. di Giuseppe Trevisani, Torino, Einaudi, 1950, 1971, 1982; Collana BMM n.512, Milano, Mondadori, 1958; col titolo Winesburg, Ohio, trad. riveduta da Chiara Stangalino, Prefazione di Vinicio Capossela, Collana Letture, Torino, Einaudi, 2011, ISBN 978-88-06-20642-0.
- Racconti dell'Ohio, trad. di Marina Fabbri, Roma, Newton Compton, 1976; col titolo I racconti dell'Ohio, a cura di Massimo Bacigalupo, Newton Compton, 2012, 2021.
- Winesburg, Ohio, trad. di Giulio Pane, Collana Classici Tascabili, Milano, Dalai, 2012, ISBN 978-88-662-0319-3.
- Racconti dell'Ohio, collana Futuro anteriore, traduzione di Jzreel Cassata, Roma, Theoria, 2024, ISBN 978-88-549-8409-7.
- Winesburg, Ohio, collana Le Comete, trad. e cura di Enrico Postiglione. Con un testo di Amos Oz, Milano, Feltrinelli, 2025, ISBN 978-88-075-3050-0.